# 오창식
오창식(吳昶食, 1984년 3월 27일 ~ )은 대한민국의 전 축구 선수다. 과거 포지션은 수비수였다.

## 클럽 경력
2007년 드래프트를 통해 울산 현대 호랑이에 입단하였지만, 그 해 정규 리그에서는 한 경기도 출장하지 못하고 삼성 하우젠 컵에만 단 한 경기 출장에 그쳤다. 이듬해에는 리그에서 12경기에 출장하였다. 2009 시즌이 끝난 후 광주 상무에 입단하였다. 광주 상무에서의 첫 시즌에 그는 두 경기 출전에 그쳤다. 이듬해에는 한 경기를 뛰었고, 2011년 9월 21일 전역하였다.